# Podhorie (Banská Bystrica)
Podhorie è un comune della Slovacchia facente parte del distretto di Banská Štiavnica, nella regione di Banská Bystrica.

## Storia
Il comune di Podhorie nasce nel 1964 per l'unione di due preesistenti municipalità: Teplá (in tedesco: Maria Schnee bei Schemnitz, Doppel o Döppel; in ungherese: Teplafő) e Žakýl (in tedesco: Zeckel; in ungherese: Saskõszékely) citate ambedue per la prima volta nel 1388.